# Agrionympha karoo
Agrionympha karoo là một loài bướm đêm thuộc họ Micropterigidae. Nó được Gibbs miêu tả năm 2011. Nó được tìm thấy ở Nam Phi, ở đó nó is known only từ Đông Cape.
Chiều dài cánh trước khoảng 2.5 mm đối với con đực 2.6 mm đối với con cái.

## Etymology
The species is được đặt tên theo the semi-arid region in which it occurs.